# Ester Sylvan
Ester Ottilia Sylvan, född Nygren den 31 mars 1905 i Skederid, död den 21 juli 1984 i Stockholm (Nicolai), var en svensk kraftatlet, mer känd som "Miss Arona". Hon växte upp i Norrtäljetrakten och kom från en släkt med många kraftkarlar. Ett par bröder gjorde sig kända som "Roslagslejonet" och "Roslagsbjörnen" och Ester var själv mycket stark och orädd.
Hennes styrka ledde henne till varietéscener och folkparksturnéer framför allt i norra Sverige, där hon uppträdde som "Europas starkaste dam". Bland annat satte hon publikrekord i Gällivare-Malmbergets Folkets park 1935. Senare i sitt liv spelade hon även mindre roller i ett par svenska långfilmsproduktioner, Ingmar Bergmans Gycklarnas afton och Bror Büglers Flicka från Backafall.
Sommaren 1933 ingick Ester äktenskap med den afrosvenske boxaren George Sylvan (1899–1955) från Borås. De fick två barn tillsammans, Ramon (1933–2012) och Ramona (1940), och turnerade tillsammans i hela landet, med boxning, styrkeprov med mera.